# Хейнс, Джонни
Джон Но́рман Хейнс (англ. John Norman Haynes; 17 октября 1934 — 18 октября 2005), более известный как Джо́нни Хейнс (англ. Johnny Haynes) — английский футболист, известный по своей 18-летней карьере в лондонском «Фулхэме», а также в национальной сборной Англии.
Почти всю свою карьеру провёл в «Фулхэме», сыграв за «дачников» 658 матчей (клубный рекорд) и забив 158 голов. Выступал на позиции инсайда. Отличался отличным пасом и умением читать игру. Провёл 56 матчей за сборную Англии, в том числе 22 матча в качестве капитана (много из них, выступая за «Фулхэм» во Втором дивизионе). Стал первым футболистом, получавшим £100 в неделю. Пеле назвал его «обладателем лучшего паса, который он когда-либо видел».

## Клубная карьера
Джонни Хейнс родился в Кентиш Таун, Лондон, в 1934 году. В 1950 году перешёл в молодёжную команду «Фулхэма». С 1950 по 1952 годы играл за любительские клубы «Фелтем», «Уимблдон» и «Вудфорд Таун». В мае 1952 года подписал профессиональный контракт с «Фулхэмом». На тот момент ему было 17 лет. Дебют Джонни за основной состав «дачников» состоялся год спустя.
Провёл за «дачников» 658 матчей, из которых 594 сыграл в Футбольной лиге. Долгое время был лучшим бомбардиром в истории «Фулхэма» (158 голов), пока его рекорд не превзошёл Гордон Дэвис. Сделал 9 хет-триков за «Фулхэм» (клубный рекорд), дважды забивал по 4 гола в матче и один раз забил 5 голов в одной игре. Выступал за «Фулхэм» на протяжении 18 лет, до 1970 года, после чего уехал играть в Южную Африку за «Дурбан Сити».

## Карьера в сборной
Джонни Хейнс выступал за сборные Англии всех уровней: школьную, юношескую, до 23 лет, вторую и основную команды. Его дебют за основную сборную состоялся 2 октября 1954 года в матче против сборной Северной Ирландии на «Уиндзор Парк», в котором он отличился забитым мячом. Всего он провёл за сборную 56 матчей и забил 18 голов. Одной из лучших его игр за национальную команду стала встреча со сборной СССР на «Уэмбли» 22 октября 1958 года, в которой он сделал хет-трик, а англичане праздновали победу со счётом 5:0 (самое крупное поражение в истории сборной СССР).
В 1960 году стал капитаном сборной Англии, а год спустя англичане одержали знаменитую победу над шотландцами  на «Уэмбли» со счётом 9:3 (этот матч также считается одним из лучших матчей Хейнса за сборную). Свой последний матч за национальную команду он провёл 10 июня 1962 года против сборной Бразилии на чемпионате мира в Чили.
32 из своих 56 матчей за сборную Джонни провёл, выступая во Втором дивизионе (рекордный показатель за всю историю для игроков из Второго дивизиона).
На его карьеру сильно повлиял инцидент, произошедший в 1962 году в Блэкпуле. Тогда он попал в автомобильную аварию и получил переломы обеих ног, а также травму колена. Спустя год он смог восстановиться от травм и продолжил выступать за «Фулхэм», хотя уже не был тем игроком, каким являлся до травмы, и больше никогда не вызывался в сборную Англии.

## Смерть
17 октября 2005 года (в свой 71-й день рождения) ехал на автомобиле по шоссе в Эдинбурге и внезапно потерял управление, врезавшись в другой автомобиль. Неподалёку от места аварии присутствовал медик, который провёл на месте комплекс мер по сердечно-лёгочной реанимации. В дальнейшем стало известно, что причиной аварии стало кровоизлияние в мозг. На протяжении 30 часов Хейнс был на искусственной вентиляции лёгких, но его мозг не демонстрировал никаких признаков активности, и вечером 18 октября он был отключён от аппарата жизнеобеспечения. По желанию его семьи, некоторые его внутренние органы были переданы на донорские цели.